# トップクォーク
トップクォーク（英: top quark、記号:t）は、素粒子標準模型における第三世代のクォークである。

## 概要
トップクォークは、+2/3 の電荷を持ち、質量は170 GeV 前後と推定されている。他のクォークよりもはるかに大きく、金原子とほぼ同じ質量である。また、ヒッグス粒子よりも重い。
1973年、小林誠と益川敏英によって、K中間子のCP対称性の破れを説明するために、第三世代の素粒子の存在が仮定された。1977年、フェルミ国立加速器研究所のE288実験によって、初めて第三世代に属するクォークであるボトムクォークが発見された。そこで、ボトムクォークと対になる同じ世代のクォークの存在が予測され、観測が期待された。そして、質量が非常に大きいため、存在が確実視されながらも観測できない状態が約20年が続いたのち、1994年に、トップクォークがフェルミ国立加速器研究所のCDF実験およびD0実験で発見された。この成果を受けて、小林誠と益川敏英は2008年にノーベル物理学賞を受賞した。
トップクォークは主に強い相互作用で他の粒子と相互作用するが、崩壊する場合は必ず弱い相互作用が関係し、ほぼ例外なく Wボソンとボトムクォークに崩壊する。標準理論によればトップクォークの寿命は 1×10−25秒程度であり、強い相互作用が働く時間の 1⁄20 である。そのためトップクォークはハドロンを生成せずに崩壊することから、裸のクォークを観測するのに最も適している。